# Harviestoun Brewery
Harviestoun Brewery är ett skotskt bryggeri grundat 1984 och uppköpt av Caledonian Brewing Company Ltd 2004. Det är främst för det prisbelönta ölet Bitter & Twisted.